# Gaetanus pseudolatifrons
Gaetanus pseudolatifrons är en kräftdjursart som beskrevs av Markhaseva 1996. Gaetanus pseudolatifrons ingår i släktet Gaetanus och familjen Aetideidae. Inga underarter finns listade i Catalogue of Life.